# Хитчман, Эдгар
Эдгар Джон Эрнест Хитчман (англ. Edgar John Ernest Hitchman; 27 мая 1915, Кардифф — 1983, Кардифф) — валлийский и британский хоккеист на траве, вратарь. Серебряный призёр летних Олимпийских игр 1948 года.

## Биография
Эдгар Хитчман родился 27 мая 1915 года в британском городе Кардифф.
Играл в хоккей на траве за «Кардифф».
В 1947 году дебютировал в сборной Уэльса во время чемпионата Великобритании.
В 1948 году вошёл в состав сборной Великобритании по хоккею на траве на летних Олимпийских играх в Лондоне и завоевал серебряную медаль. В матчах не участвовал, будучи дублёром вратаря Дэйва Броди.
В 1949 году провёл последний матч за сборную Уэльса, в котором валлийцы в Абергавенни потерпели поражение от Англии.
Умер в 1983 году в Кардиффе.